# Puebla ärkestift
Puebla ärkestift (på latin Archidioecesis Angelorum) är det äldsta romersk-katolska stiftet i Mexiko. Det grundlades den 13 oktober 1525 som Tlaxcalas stift och behöll det namnet tills det upphöjdes till ärkestift 1903. 1959 upprättades ett nytt Tlaxcalas stift, som är suffraganstift till Puebla ärkestift.
1530 upprättades ett särskilt stift för Mexico City och detta ersatte Sevilla i Spanien som Tlaxcalas metropolitsäte redan 1546, så dess position som Mexikos mest betydande katolska biskopssäte var kortlivad, men Puebla är ett av de största ärkestiften i Mexiko idag.

## Biskopar och ärkebiskopar

### Biskopar
- Julián Garcés, O.P. (13 oktober 1525 - 7 december 1542)
- Pablo Gil de Talavera (2 maj 1544 - mars 1545)
- Martín Sarmiento de Hojacastro, O.F.M. (13 juni 1548 - 19 oktober 1557)
- Fernando de Villagómez (27 juni 1561 - 10 februari 1571)
- Antonio Ruíz de Morales y Molina, O.S. (10 december 1572 - 17 juli 1576)
- Diego de Romano y Govea (Vitoria) (13 januari 1578 - 12 april 1606)
- Alonso de la Mota y Escobar (12 februari 1607 - 16 mars 1625)
- Gutiérrez Bernardo de Quirós (22 juni 1626 - 9 februari 1638)
- Juan de Palafox y Mendoza (3 oktober 1639 - 24 november 1653)
- Diego Osorio de Escobar y Llamas (2 augusti 1655 - 1664)
- Juan de Sancto Mathía Sáenz de Mañozca y Murillo (17 juni 1675 - )
- Manuel Fernández de Santa Cruz y Sahagún (2 juni 1676 - 1 februari 1699)
- García Felipe de Legazpi y Velasco Altamirano y Albornoz (30 maj 1704 - 1706)
- Pedro Nogales Dávila (14 augusti 1708 - 9 juli 1721)
- Juan Antonio de Lardizabal y Elorza (23 september 1722 - 16 februari 1733)
- Benito Crespo y Monroy, O.S. (20 januari 1734 - 19 juli 1737)
- Pedro González García (26 januari 1739 - 20 maj 1743)
- Domingo Pantaleón Álvarez de Abreu (20 maj 1743 - 28 november 1763)
- Francisco Fabián y Fuero (4 februari 1765 - 13 september 1773)
- Victoriano López Gonzalo (13 september 1773 - 24 juli 1786)
- Santiago José Hechavarría (Cheverria) y Elguezúa (10 mars 1788 - 19 januari de 1789)
- Salvador Bienpica y Sotomayor (29 mars 1790 - 2 augusti 1802)
- Manuel Ignacio González de Campillo Gómez del Valle (26 mars 1804 - 26 februari de 1813)
- José Antonio Joaquín Pérez Martínez y Robles (19 december 1814 - 26 april 1829)
- Francisco Pablo Vásquez Bizcaíno (y Sánchez) (28 februari 1831 - 7 oktober 1847)
- José María Luciano Becerra y Jiménez (27 juli 1852 - 17 december 1854)
- Pelagio Antonio de Labastida y Dávalos (23 mars 1855 - 18 mars 1863)
- Carlos María Colina y Rubio (19 mars 1863 - 10 mars 1879)
- Francisco de Paula Verea y González (16 september 1879 - 4 maj 1884)
- José María Mora y Daza (14 november 1884 - 26 december 1887)
- José Maríe del Refugio Guerra y Alva (1888 - 28 april 1888)
- Francisco Melitón Vargas y Gutiérrez (1 juni 1888 - 14 september 1896)
- Perfecto Amézquita y Gutiérrez, C.M. (3 december 1896 - 27 oktober 1900)
- Ramón Ibarra y González (19 april 1902 - 1 februari 1917)

### Ärkebiskopar
- Ramón Ibarra y González (19 april 1902 - 1 februari 1917)
- Enrique Sánchez y Paredes (24 januari 1919 - 25 mars 1923)
- Pedro Vera y Zuria (27 maj 1924 - 28 juli 1945)
- José Ignacio Márquez y Tóriz (1944 - 28 februari 1950)
- Octaviano Márquez y Tóriz (14 december 1950 - 24 september 1975)
- Ernesto Corripio Ahumada (11 mars 1976 - 19 juli 1977)
- Rosendo Huesca y Pacheco (28 september 1977 - 5 februari 2009)
- Víctor Sánchez Espinosa (5 februari 2009 -